# Queen Street
Queen Street is een straat in de Australische stad Melbourne. De straat loopt van noord naar zuid door de stad en maakt deel uit van het Hoddle Grid. De straat begint bij Victoria Street en loopt langs Queen Victoria Market naar het zakendistrict van Melbourne. De straat eindigt bij Flinders Street. De straat is vernoemd naar koningin Adelheid van Saksen-Meiningen.
Aan Queen Street bevinden zich veel kantoorpanden, winkels en financiële instituten, zoals het hoofdkantoor van Australia and New Zealand Banking Group (ANZ) en een vestiging van de Bank of China.
Nabij het kruispunt met Lonsdale Street bevindt zich de City Queen campus van de Victoria-universiteit.

## Bloedbad
Op 8 december 1987 vond er een bloedbad plaats in het kantoor van Australia Post aan 191 Queen Street. Het bloedbad werd aangericht door de rechtenstudent Frank Vitkovic. Hij schoot acht mensen dood en pleegde vervolgens zelfmoord door van het gebouw te springen. Het was destijds het bloedbad met het hoogste aantal doden in Australië.

## Foto's

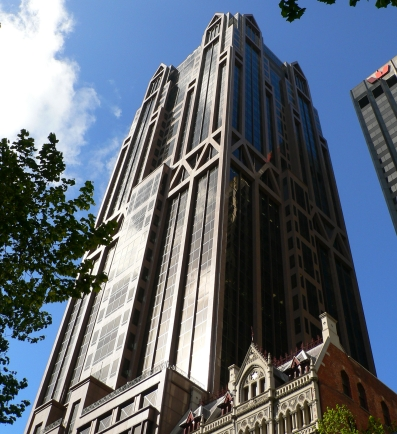
ANZ World Headquarters.